# Ernst Jahns (Politiker)
Ernst Jahns (* 7. Oktober 1835 in Einbeck; † 21. März 1919 in Wiebrechtshausen) war Gutspächter und Mitglied des Deutschen Reichstags.

## Leben
Jahns besuchte das Realgymnasium in Göttingen. Danach war er auf verschiedenen Gütern als Eleve und Verwalter. Er studierte in Hohenheim und Göttingen. Danach war er Oberamtmann und Pächter des Klosterguts Wiebrechtshausen sowie Präsident des landwirtschaftlichen Kreisvereins Echte.
Von 1887 bis 1890 war er Mitglied des Deutschen Reichstags für den Wahlkreis Provinz Hannover 11 (Einbeck, Northeim, Osterode am Harz, Uslar) und die Nationalliberale Partei.